# Salap
Salap è una suddivisione dell'India, classificata come census town, di 11.759 abitanti, situata nel distretto di Howrah, nello stato federato del Bengala Occidentale. In base al numero di abitanti la città rientra nella classe IV (da 10.000 a 19.999 persone).

## Geografia fisica
La città è situata a 22° 36' 48 N e 88° 16' 04 E.

## Società

### Evoluzione demografica
Al censimento del 2001 la popolazione di Salap assommava a 11.759 persone, delle quali 6.057 maschi e 5.702 femmine. I bambini di età inferiore o uguale ai sei anni assommavano a 1.271, dei quali 668 maschi e 603 femmine. Infine, coloro che erano in grado di saper almeno leggere e scrivere erano 8.793, dei quali 4.837 maschi e 3.956 femmine.